# كاتشو
علي ناصري الملقب «كاتشو» ولد يوم 15 أبريل 1963 بدائرة المعذر لعائلة تنتمي إلى قبيلة أولاد شليح قبيلة الشاوية بولاية باتنة.هو مغني جزائري من مشاهير الغناء الشاوي في الجزائر. وتوفي في حادث مرور في 12 أوغسطس 2009 أيام فقط بعد اقامته مهرجان جميلة،

## سيرة
أخذ كاتشو خطواته الأولى في الغناء من خلال تغطية أعمال عيسى جرموني مثل Metoussa. في الثمانينات، بدأ مشواره الفني بأغنيته الناجحة "أغوجيل" (اليتيم) ضمن فرقة "الفزيري". 
في عام 1987، أصدر أول أغنية منفردة له بعنوان "بابور إيروه"، تليها أغنية "نوارة". صعد كاتشو على خشبة المسرح في العديد من المهرجانات بالجزائر والخارج حيث كان أحد ممثلي الموسيقى الشاوية، وغنى في قاعة الأولمبيا الباريسية على خطى الأغنية الشاوية الكبيرة عيسى الجرموني. 
لم يتجاوز المستوى الإقليمي. موجة المد لشهرته أتت ب «نوارة»، ثاني ألبوم يجتاح البلاد، والذي شكل دائرة أول المشجعين له. هذه الدائرة استمرت في التوسع، وإلى حد كبير خارج الجزائر. في غضون ذلك، فإن هذا الترتيب الذي بدأ متواضعا مع «الاوركسترا تازير» قد أثرت، وتوفير صوت من قائد جوقة الترتيل الشاوي الموسيقى ذاتها. العمل بصفة خاصة بين عامي 1992 و1993. النمط هو إثراء مساهمات متنوعة والموسيقى، من الأنجلوسكسونية، ونبرة الصوت، والقوة الدافعة، اكتسبت في النقاء والقوة. ليست هي الوحيدة في المنطقة من البلاد التي تتأثر هذه الأغنية جاءت من الأوراس.
.وكان يحب مدينة ام البواقي ويحظر كل حفلاتها وكما كانت حفلات دكرا عيسي الجرمني بالمدينة انطلاقته الحقيقية كماكان يكن كل الاحترام والدقير لصديقه بالمدينة السيد عابد فارس. غنى في عديد من المدن الجزائرية وخاصة في المواسم الصيفية منها الساحلية الكبرى مثل:سكيكدة، عنابة وبجاية... "كاتشو معروف في سطيف حيث أن أسلوبه الغنائي يدور بين السطايفي والشاوي. والطابع الشاوي يِؤدى باللهجة الشاوية لكنه غنى أيضا باللغة العربية الدارجة مما قربه من كل الجزائريين.
أطلق مشروع السياحة البيئية مع المنتزه الوطني بيليزما
بعد عودته من الحج في 2005 قررالاعتزال عن الغناء الماجن وقرر التخصص فقد في الأغاني الدينية والمديح.

## حياة شخصية
كاتشو متزوج وله ولدين وبنت.